# Scirè (Etiopia)
Lo Scirè è un'area dell'Etiopia situata nella parte occidentale della regione del Tigrè, al confine con l'Eritrea. È indicata come la zona che si trova tra i fiumi Mareb e Tacazzè ed è formata una dorsale montuosa che raggiunge circa 2200 metri di quota. La zona è percorsa da una strada che da Axum arriva al Tacazzè, passando per il centro abitato principale dell'area che è Inda Selassie (conosciuta anche come Endasilasie, Shire Indasilase o Scirè). L'idioma è la lingua tigrina. È presente un piccolo aeroporto locale, quota 1892 metri, codice aeroportuale IATA SHC, aperto al servizio aereo di linea, principalmente con voli per Addis Abeba e Macallè.
Durante la guerra d'Etiopia (1935-1936) vi si svolse quella che venne chiamata la battaglia dello Scirè (29 febbraio-5 marzo 1936), che si concluse con una vittoria italiana. L'ultima armata del nord di ras Immirù fu costretta alla fuga in seguito ad una sconfitta con gravissime perdite, dovute in particolare all'intervento dell'aviazione italiana. Le perdite per gli italiani furono 857 (tra morti e feriti), più 12 eritrei. Le perdite per gli etiopi furono di 4000 uomini sul campo ed altri 3500 morirono colpiti durante gli attacchi dell'aviazione.